# Scott Helvenston
Scott Helvenston, ameriški podčastnik, operativec specialnih sil, filmski igralec, kaskader, najemnik, * 1965, Ocala, Florida, ZDA, †  31. marec 2004, Faludža, Irak.
Višji vodnik Helvenston je do zdaj še zmeraj najmlajši pripadnik SEALov, saj je pri 17 letih uspešno končal selekcijo in bil sprejet v specialno enoto Vojne mornarice ZDA.

## Življenjepis
Helvenston se je rodil leta 1965 v Ocali (Florida) in odraščal v Leesburgu (Florida). 
Ko je bil star 7 let, je v prometni nesreči umrl njegov oče in takrat se je začelo njegovo težko otroštvo. V naslednjih letih je zamenjal 37 nadomestnih domov, nakar se je pri šestnajstih letih pridružil Vojni mornarici ZDA. Leta 1982 je dobil posebno dovoljenje, da se je udeležil selekcijskega postopka za enoto SEAL, ki ga je uspešno prestal in tako postal najmlajši pripadnik, ki je prestal selekcijo in končal urjenje.
Naslednjih 12 let je služil v enoti, od tega je zadnja štiri leta preživel kot inštruktor za prosto padalstvo. V svoji vojaški karieri je opravil štiri bojne naloge v Južni in Srednji Ameriki, na Karibih in v Sredozemlju.
1994 je izstopil iz aktivne vojaške službe in se začel aktivno ukvarjati s fitnesom in deloval kot osebni trener.
1997 se je začela njegova filmska kariera, ko je bil osebni trener Demi Moore, ki se je pripravljala za film GI Jane; Moorova je dosegla visoko telesno pripravljenost po njegovi zaslugi. Sam je tudi odigral manjšo vlogo inštruktorja v filmu.
Naslednjih nekaj let se je zadržal v filmski industriji. Bil je svetovalec Cagea za film Face/Off. Sam je posnel še tri fitnes videe.
Leta 2000 je s svojo ženo vodil ekipi v tekmovanju 2000 Raid Gauloises (Katmandu, Indija). Tu ga je opazil producent Mark Burnett poznejših resničnostih oddaj Survivor in Combat Missions.
2002 ga je Burnett povabil k sodelovanju pri Combat Missions, kar je sprejel. Bil je član oddelka Delta. V celotnem trajanju oddaje se je izkazal kot dober fizični tekmovalec, a tudi kot zelo nesramen in aroganten do svojih tekmecev.
Naslednje leto je sodeloval pri novi oddaji Man vs. Beast; tu je postal edini človek, ki je premagal tri šimpanze na poligonu z ovirami.
Ko se je leta 2003 začela operacija Iraška svoboda, so ga povabili, da bi kot civilni izvajalec sodeloval pri obnovi Iraka.
Zaradi finančnih stroškov in neuspehov s prodajo svojih fitnes videjev je sprejel ponudbo Blackwater Security Consulting (tudi zaradi plače 60.000 $) in bil sprva dodeljen enoti za zaščito ameriškega veleposlanika Bremerja. 
31. marca 2004 je bil v konvoju treh vozil, ki so prevažale hrano v Faludži. Konvoj je zapeljal v zasedo islamskih fundamentalistov in njegovo vozilo je zadela protioklepna raketa. On in še trije drugi najemniki so živi zgoreli, nakar so Iračani zvlekli njihova zažgana trupla iz razbitine, jih vlačili po ulicah ter jih uničevali, nakar so trupla obesili na ogrodje mostu.
Poleg tega je bil dvakratni svetovni prvak v pentatlonu in zmagovalec več tekmovanj v streljanju.
Zapustil je dva otroka.
V njegovi spomin so ustanovili SPECWAROPS.com.